# Dunkleosteus
Dunkleosteus is een geslacht van uitgestorven vissen uit het Devoon (rond 360 miljoen jaar geleden). Het dier is vermoedelijk uitgestorven tijdens de Laat-Devoon-massaextinctie. Het is de grootst bekende vertegenwoordiger van de volledig uitgestorven groep van de Placodermi (placodermen), vissen met een bepantsering rond de kop en ribbenkast. Fossiele resten van Dunkleosteus zijn gevonden in Marokko, België, Polen en de Verenigde Staten. De vis kon circa tien meter lang worden en was ongeveer drie tot vier ton zwaar.

## Naamgeving
De geslachtsnaam Dunkleosteus, samengesteld uit 'Dunkle' en osteos (Grieks: οστεος, bot), werd in 1956 benoemd ter ere van paleontoloog David Dunkle, de conservator van het Departement Vertebrate Paleontology van het Cleveland Museum of Natural History, die zich intensief bezighield met de fossielen van deze vissen. De typesoort van het geslacht is Dunkleosteus terelli, wiens fossielen werden gevonden in zwarte kleisteen aan de oevers van Sheffield Lake in de buurt van Cleveland in 1867. Aan het einde van de 19e eeuw waren er een aantal fossielenjagers op zoek naar overblijfselen van de goed bewaarde Devoon-vissen in dit gebied. Een daarvan was Jay Terrell, die de eerste Dunkleosteus ontdekte. Het fossiel werd in 1873 beschreven door dr. John Strong Newberry, die uit de regio Cleveland kwam en les gaf aan de Columbia University in New York. In zijn eerste beschrijving telde hij de vis onder het geslacht Dinichthys en gaf hij het de soortaanduiding terelli, ter ere van de ontdekker Jay Terell. De vondsten uit de omgeving van Cleveland werden tentoongesteld in het British Museum, het American Museum of Natural History in New York en andere instellingen, aangezien het Cleveland Museum of Natural History pas in 1920 werd opgericht. Het geslacht Dunkleosteus werd benoemd door Lehman in 1956 om Dunkleosteus terelli te onderscheiden van andere soorten van de familie Dinichthyidae waartoe het destijds behoorde.

## Soorten
Het geslacht Dunkleosteus telt drie tot vier soorten:
- Dunkleosteus terrelli is de best bewaarde en bestudeerde soort van het geslacht. Fossielen zijn gevonden in de oostelijke Verenigde Staten en België.
- Dunkleosteus marsaisi, wiens fossielen afkomstig zijn uit het Famennien van het Atlasgebergte in Marokko, was even groot en had dezelfde vorm als Dunkleosteus terelli en wordt daarom vaak als synoniem eraan gezien. De snuit is veel smaller bij Dunkleosteus marsaisi.
- Dunkleosteus amblyodoratus is alleen bekend van enkele schedelfragmenten die zijn gevonden in de bovenste Devoonse lagen op Kettle Point in Ontario in Canada. De platen in de nek geven de kop de vorm van een stompe speerpunt. De lengte wordt geschat op zes meter.
- Dunkleosteus raveri was een kleine, waarschijnlijk slechts een meter lange vis, waarvan een onbeschadigd schedeldak werd gevonden. Zijn ogen waren relatief groot in verhouding tot de grootte van de schedel. Afkomstig uit een sediment van de Ohio Shales, net onder de lagen waarin Dunkleosteus terelli werd gevonden, is hij mogelijk een voorouder van deze gigantische Dunkleosteus. Het is vernoemd naar Clarence Raver, die de afzettingen in de Appalachen ontdekte waar het fossiel werd gevonden.

## Vindplaatsen en fossielen
De fossiele overblijfselen van deze grote gepantserde vis zijn gevonden in de zeeafzettingen van de Verenigde Staten, Marokko, Polen en België. In de Verenigde Staten zijn er vindplaatsen nabij Cleveland (Ohio) aan Lake Erie. Daar bevindt hij zich in een zwarte kleisteen, de 'Cleveland Shale' uit de Laat-Devoon (Famennien), een formatie van de 'Ohio Shales', bekend om zijn rijkdom aan fossielen. De frequentie van de fossielen is te wijten aan de afzettingsomstandigheden, die het behoud van het organisme begunstigden. De zwarte kleur van het gesteente duidt op anoxische, d.w.z. zuurstofvrije afzettingsomstandigheden in het binnenland (pelagiaal) van een ondiepe zee, waar de overblijfselen van dode organismen naar de bodem zakten en daar werden ingebed in het modderige sediment , zonder destructieve bioturbatie. Vondsten van Dunkleosteus zijn ook bekend uit lagen van dezelfde leeftijd uit andere delen van het midwesten van de Verenigde Staten.

## Moordkaken
Onderzoekers hebben de kaken en spieren van Dunkleosteus gereconstrueerd aan de hand van een gefossiliseerde schedel. Ze ontdekten dat de vis zijn kaken kon dichtklappen met een kracht van bijna 5000 kilo. Dat is bijna dubbel zo krachtig als de beet van Tyrannosaurus rex. Niet alleen was de beet van de Dunkleosteus zeer krachtig, hij was ook zeer snel: in slechts een vijftigste van een seconde kon het dier zijn muil openen. Ze ontdekten ook dat de kaken van de vis niet van tanden, maar wel van platen voorzien waren. De platen namen zowel boven- als onderaan in het midden de vorm aan van twee puntige tanden, die vermoedelijk dienden om zich in grotere prooien vast te bijten en ze vervolgens open te rijten. De rest van de bijtplaten diende om de prooi in twee te 'knippen', want net zoals bij een schaar gleden de twee vlijmscherpe platen netjes over elkaar. Deze platen zouden hierdoor ook bijgeslepen worden zodat ze niet te lang werden, want ze bleven levenslang doorgroeien. Afgebroken bijtplaten zouden door de groei dan ook weer hersteld worden.

## Lichaamsbouw
Dunkleosteus had een lichaamslengte van maximaal zes meter kunnen bereiken, voor Dunkleosteus terelli zijn ook aanwijzingen gevonden voor een lengte van maximaal negen of tien meter. Hij was het toproofdier in zijn habitat (biotoop) en het grootste dier van zijn tijd dat tot nu toe bekend is. Het maximale gewicht wordt geschat op meer dan een ton. De gevonden delen van de dieren bestaan meestal alleen uit het sterke beenpantser van de schedel en de nek, een typisch kenmerk van de Arthrodira. Omdat alleen deze delen van het skelet bestaan uit een substantie die in staat is tot fossilisatie, werd meestal slechts dit deel van de anatomie bewaard. De vorm van het ongepantserde, beweegbare deel van zijn kraakbeenachtige skelet is niet bekend, maar kan de blauwdruk van de andere Arthrodira hebben gevolgd. Deze worden gekenmerkt door een asymmetrische of heterocercale staartvin, waar het bovenste gedeelte verlengd is ten opzichte van het onderste gedeelte, vergelijkbaar met veel haaien.
De huidskleur van Dunkleosteus is niet bekend, maar in 1997 werd het uitzonderlijk goed bewaard gebleven fossiel van een andere gepantserde vis gevonden, waarin huidpigmentcellen werden bewaard. Bij deze vondst is nog steeds te zien dat het dier een iriserende, zilverkleurige buik en een rode rug had. Daarom wordt aangenomen dat gepantserde vissen ook kleuren konden waarnemen.
Na het uitsterven aan het einde van het Devoon waren er geen afstammelingen van Dunkleosteus, terwijl enkele van de veel wendbaardere grote haaiensoorten hun plaats in de voedselpiramide innamen.

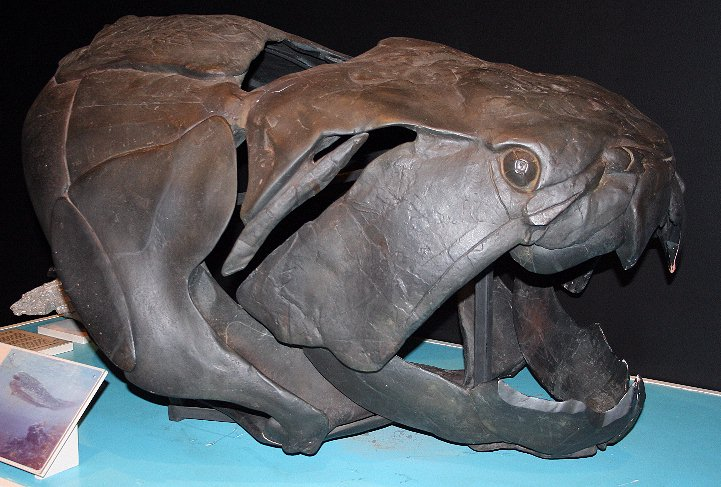
De schedel van Dunkleosteus